# Буда-Завідуґерська
Буда-Завідуґерська (пол. Buda Zawidugierska) — село в Польщі, у гміні Пунськ Сейненського повіту Підляського воєводства.
Населення — 29 осіб (2011).
У 1975-1998 роках село належало до Сувальського воєводства.

## Демографія
Демографічна структура станом на 31 березня 2011 року:
|          | Загалом | Допрацездатний вік | Працездатний вік | Постпрацездатний вік |
| -------- | ------- | ------------------ | ---------------- | -------------------- |
| Чоловіки | 15      | 1                  | 11               | 3                    |
| Жінки    | 14      | 1                  | 9                | 4                    |
| Разом    | 29      | 2                  | 20               | 7                    |